# 469 (tal)
469 är det naturliga talet som följer 468 och som följs av 470.

## Inom vetenskapen
- 469 Argentina, en asteroid.

## Inom matematiken
- 469 är ett udda tal.
- 469 är ett sammansatt tal.
- 469 är ett semiprimtal.[1]
- 469 är ett lyckotal.
- 469 är ett centrerat hexagontal.
- 469 är ett heptagontal.
- 469 är ett ikositetragontal.